# Форт Сент-Филип

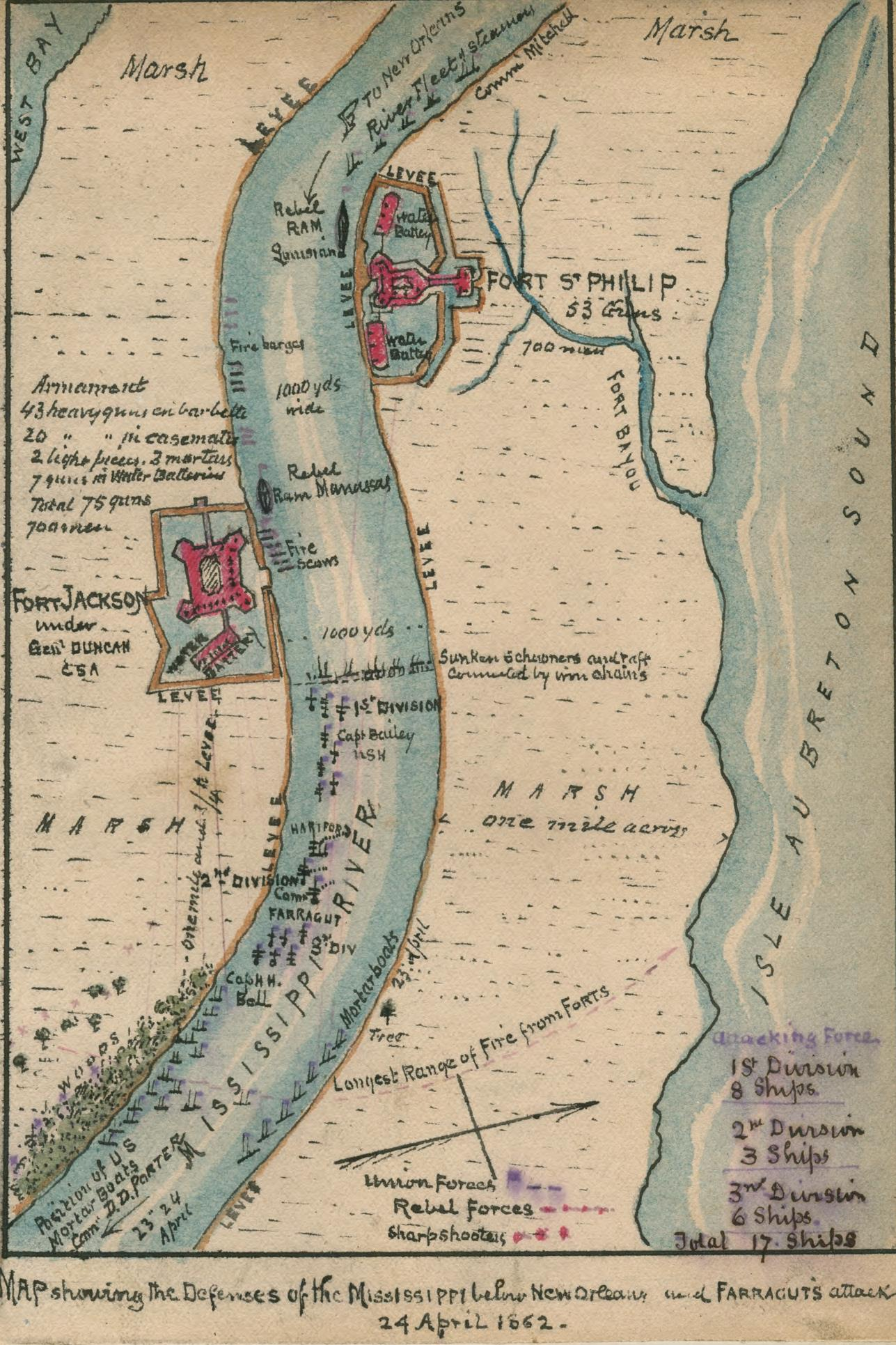
Форты Сент-Филип и Джексон

Форт Сент-Филип — это каменный форт, расположенный на восточном берегу реки Миссисипи, в примерно 64 километрах вверх по реке от её устья в Плакеминсе, прямо напротив форта Джексон, расположенного на западном берегу. В прошлом форт использовался для защиты Нового Орлеана, расположенного в 130 километрах вверх по реке, и для контроля судоходства ниже по Миссисипи.
Первый форт, построенный на этом месте, форт Сан-Фелипе, был построен в XVIII веке, во времена испанского правления в Луизиане.
Во время англо-американской войны гарнизон Сент-Филип защищал речной подход к Новому Орлеану. Британские военно-морские силы атаковали форт 9 января, но отступили после десяти дней бомбардировки.
Нынешний форт, вместе с фортом Джексон, был построен для защиты побережья Нового Орлеана и Миссисипи по настоятельной просьбе Эндрю Джексона. Это было место двенадцатидневной осады в апреле 1862 года силами ВМС США во время Гражданской войны в США, которая стала решающей битвой при захвате Нового Орлеана.
В 1960 году он был признан национальным историческим памятником США.
На данный момент форт Сент-Филип находится в частной собственности. Он сильно пострадал в 2005 году во время ураганов Катрина и Рита и находится в плохом состоянии. Владелец сообщил Службе национальных парков США, что остались только первоначальный кирпичный форт и бетонные конструкции времён испано-американской войны.
Доступ к этому участку возможен только с помощью лодки или вертолёта, и из-за эрозии дамбы теперь он может быть затоплен во время паводков в реке Миссисипи.